# Metepeira brunneiceps
Metepeira brunneiceps är en spindelart som beskrevs av Lodovico di Caporiacco 1954. Metepeira brunneiceps ingår i släktet Metepeira och familjen hjulspindlar.
Artens utbredningsområde är Franska Guyana. Inga underarter finns listade i Catalogue of Life.